# أسينو
أسينو (بالروسية: Асино) هي إحدى مدن روسيا في الكيان الفدرالي الروسي تومسك أوبلاست.